# Ricordi d'Infanzia
I Ricordi d'Infanzia, precedentemente noti come Gli Aspidi, sono stati un gruppo di musica beat e di rock progressivo italiano.

## Storia del gruppo

### Gli Aspidi
Il complesso si forma nel 1966 in Lombardia con la denominazione Gli Aspidi: si esibiscono per diversi occasioni nella loro regione, suonando musica beat/rock.
La formazione originale è composta da:
- batteria (Glauco Minotti)
- voce     (Emilio Mondelli)
- chitarra (Franco Cassina)
- basso    (Mimì Filardi)
- organo   (Giorgio Sette)
- manager  (Sergio)

Ottengono un contratto con una piccola etichetta, la Z Records, per cui incidono un 45 giri nel 1967 e che viene menzionato sul settimanale TV sorrisi e canzoni come gruppo emergente di quell'anno. Dopo la pubblicazione del disco, grazie alla grande passione di Sergio per il gruppo, che lo organizza con molta professionalità ed impegno, scegliendo il materiale per l'immagine e la strumentazione migliore che c'era sul mercato. Suonano nei locali più conosciuti della Lombardia presentando i due brani del disco (Cerco l'amore e Una chiesa vuota), brani internazionali ed improvvisazioni.
Alla fine del 1970, Mimì parte per il servizio militare e viene sostituito da Tino. Successivamente partirà militare anche Giorgio che sarà sostituito da Maurizio. Dopo questi cambiamenti lasceranno il gruppo anche Glauco e Sergio.
Si allontanano poi dal beat avvicinandosi alla musica melodica, con alcune influenze di rock progressivo, e passano alla Fonit Cetra, etichetta per cui incidono un brano, Forse amore non è, nella compilation Nuovi complessi d'avanguardia da Radio Montecarlo, ed un 45 giri in cui accompagnano la cantante Graziella Ciaiolo

### I Ricordi d'Infanzia
Con l'ingresso del batterista Antonio Sartori, che sostituisce il precedente, Glauco, il gruppo cambia nome e genere, diventando I Ricordi d'Infanzia e avvicinandosi al rock progressivo.
Nel 1973 pubblicano un concept album, intitolato Io uomo, sul tema della nascita dell'essere umano; tutte le tracce vengono composte da Fernando Budano e Sica; dal disco vengono anche tratti due 45 giri. L'album non riscuote successo all'epoca, ma verrà riscoperto negli anni successivi e sarà ristampato in CD.
Il complesso cambia ancora formazione, con l'ingresso di un saxofonista e la sostituzione del tastierista, ma questa formazione non incide nulla, e si scioglie nel 1976.
Tracce unico Album studio Ricordi d'infanzia - io uomo (1973) 
1. Caos
2. Creazione
3. L'Eden
4. 2000 Anni Prima
5. Preghiera
6. Morire O Non Morire
7. 2000 Anni Dopo
8. Uomo Mangia Uomo

## Formazione
- Emilio Mondelli: voce
- Franco Cassina: chitarra
- Maurizio Vergani: tastiere (1966-1974)
- Tino Fontanella: basso
- Glauco: batteria (1966-1971 negli Aspidi)
- Antonio Sartori: batteria, percussioni (1972-1976 nei Ricordi d'Infanzia)
- Gianni Bari: sax (dal 1974)
- Ugo Biondi: tastiere (1974-1976)

## Discografia

### Gli Aspidi

#### Singoli
- 1968: Una chiesa vuota/Cerco l'amore (Z Records Z COM 517)
- 1971: Svegliarsi una mattina/Amen (Fonit Cetra, SP 1461; con Graziella Ciaiolo)

#### Partecipazioni
- 1971: Nuovi complessi d'avanguardia da Radio Montecarlo (Fonit, LPQ 09060, con i Delirium, Piero Montanaro & i Tibù, La Quinta Faccia, I Cliffters, Le Mummie, i Jimmy M.E.C., Le Macchine per Sognare. Gli Aspidi sono presenti con il brano Forse amore non è).

### I Ricordi d'Infanzia

#### Album in studio
- 1973: Io uomo (Fonit Cetra, LPP 227, Fonit Cetra/Vinyl Magic, LPP 426, ristampa; 1991, Vinyl Magic, CDLP 426, 1999, Warner/Fonit Cetra, 3984 27122-2; 2009, BTF-VM2000, VM 143, ristampa)

#### Singoli
- 1973: Mani fredde/Latte e rhum (Fonit Cetra, SP 1497)
- 1973: Duemila anni prima/Creazione Fonit Cetra, SP 1530)